# メイゲツ
メイゲツ(Sedum adolphi Raym.-Hamet, 1912)は、ベンケイソウ科マンネングサ属に属する種である。漢字表記は名月、銘月、明月。
https://powo.science.kew.org/taxon/urn:lsid:ipni.org:names:231637-2 にて10/11, 2023. 確認
メキシコ原産の多年生多肉植物で、日本には明治時代中期に渡来した。
茎は20～30cmに直上する。葉は互生し、ボートのような形をしている。同属中では大型の部類に入り、革質の光沢がある葉は長さ最大5センチほどになる。生長期は春から秋で、3月から4月頃に花を咲かせる。生育温度は0℃以上で、挿し木、葉挿しで増やすことが出来る。通常は黄緑色をしているが、秋から冬にかけては黄色から薄赤に変化する。よく似た品種に黄麗があり、生育の具合によっては判別が困難で、しばしば混同されている。